# Orajärvi (sjö, lat 67,35, long 26,83)
Orajärvi är en sjö i Finland. Den ligger i kommunen Sodankylä i landskapet Lappland, i den norra delen av landet, 800 km norr om huvudstaden Helsingfors. Orajärvi ligger 181,5 meter över havet. Den är 11 meter djup. Arean är 10,95 kvadratkilometer och strandlinjen är 28 kilometer lång. Sjön  ingår i Kemi älvs huvudavrinningsområde. 